# Tor‘eh-ye Khūrān
Tor‘eh-ye Khūrān (persiska: ترعه خوران) är ett sund i Iran. Det ligger i den södra delen av landet, 1 100 km söder om huvudstaden Teheran.